# Königlich Sächsische Staatseisenbahnen

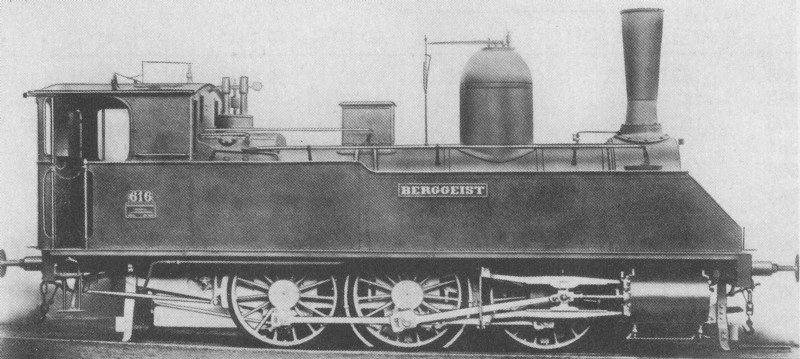
Parowóz Sächsische V T

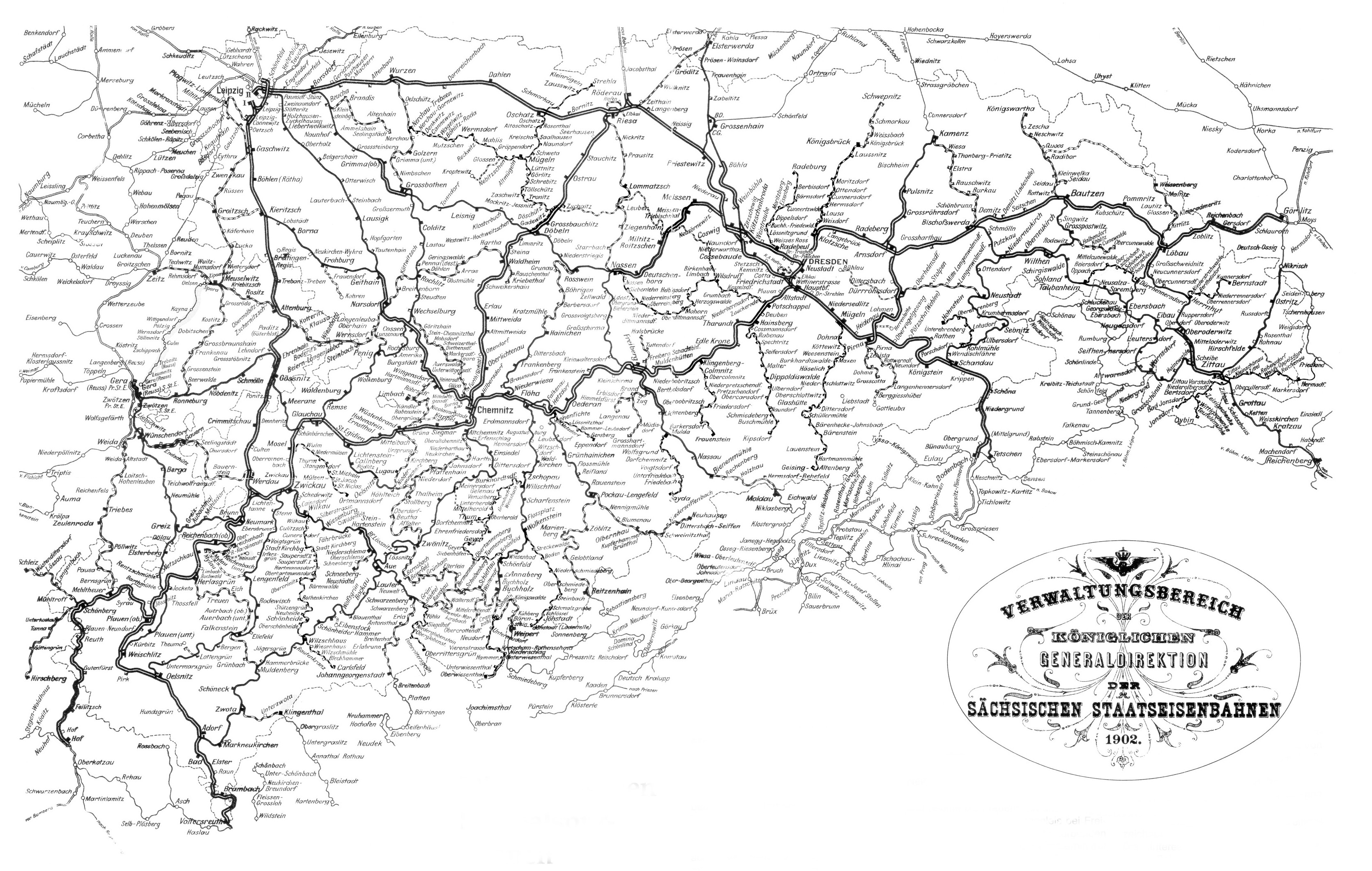
Königlich Sächsischen Staatseisenbahnen – sieć kolejowa w 1902 r.

Königlich Sächsische Staatseisenbahnen – dawne koleje państwowe w Saksonii utworzone w 1839 r.
Historia państwowych kolei w Saksonii rozpoczęła się wraz z budową linii saksońskiej z Drezna do Lipska. W 1862 roku kolej posiadała 525 km linii.
Po abdykacji króla Fryderyka Augusta III w listopadzie 1918 roku, zrezygnowano z nazwy „Königlich” (królewskie), pozostawiając „Sächsische Staatseisenbahnen”. W 1920 r. saksońska kolej państwowa włączona została do ogólnoniemieckich kolei Deutsche Reichsbahn.